# 1333年
| 千纪： | 2千纪 |
| 世纪： | 13世纪 \| 14世纪 \| 15世纪                                                                                 |
| 年代： | 1300年代 \| 1310年代 \| 1320年代 \| 1330年代 \| 1340年代 \| 1350年代 \| 1360年代                           |
| 年份： | 1328年 \| 1329年 \| 1330年 \| 1331年 \| 1332年 \| 1333年 \| 1334年 \| 1335年 \| 1336年 \| 1337年 \| 1338年 |
| 纪年： | 癸酉年（鸡年）；元至顺四年，元统元年；越南開祐五年；日本南朝元弘三年，北朝正慶二年                         |

## 大事记
- 受到小冰河时期影响，中国从1333年至1337年连续5年大饥荒。
- 5月——日本的新田義貞攻陷鎌倉，經歷149年的鎌倉幕府滅亡。
- 5月——元朝權臣燕帖木兒病死。
- 6月——元順帝任命伯顏為太師、中書右丞相。
- 7月19日——元明宗之子妥懽貼睦爾即皇帝位，在卜答失里皇后、燕鐵木兒的策劃下，冊立堂弟燕帖古思為太子。
- 日本建武新政，後醍醐天皇將幕府消滅之後，施行新政，讓朝臣政權復甦，但因武士的不滿，維持不到兩年便崩壞。

## 逝世
- 5月，燕帖木兒，元朝中书右丞相、知枢密院事，封太平王，追贈太師。
- 5月22日——北條基時，日本鎌倉幕府第十三代執權。
- 6月30日——北條守時，日本鎌倉幕府第十六代（末代）執權。
- 7月4日——北條高時，日本鎌倉幕府第十四代執權。
- 7月4日——北條貞顯，日本鎌倉幕府第十五代執權。
- 9月25日——守邦親王，日本鎌倉幕府第九代征夷大將軍。